# Estados do Império Alemão
O Império Alemão consistiu inicialmente de 27 estados, e mais tarde (a partir de 1876) 26 estados constituintes, o maior dos quais foi a Prússia. Esses estados, ou Staaten (ou Bundesstaaten, ou seja, estados federais que foram nomeados antes da Confederação da Alemanha do Norte; que ficou conhecida como Länder durante a República de Weimar) cada um tinham votos na Bundesrat, que lhes deu representação a nível nacional.
Vários desses estados ganharam soberania após a dissolução do Sacro Império Romano-Germânico. Outros foram criados como Estados soberanos, após o Congresso de Viena, em 1815. Territórios não eram necessariamente contíguos, como a Baviera, ou Oldemburgo, muitos existiam em várias partes (enclaves), como resultado de aquisições históricas, ou, em vários casos, divisões das árvores genealógicas dominantes.

## Reinos
- Reino da Baviera
- Reino da Prússia (em si próprio subdividido em províncias)
- Reino da Saxônia
- Reino de Württemberg

## Grão-Ducados
- Grão-Ducado de Baden
- Grão-Ducado de Hesse
- Grão-Ducado de Mecklemburgo-Schwerin
- Grão-Ducado de Mecklemburgo-Strelitz
- Grão-Ducado de Oldemburgo
- Grão-Ducado de Saxe-Weimar-Eisenach (Grão-Ducado de Saxônia desde 1877)

## Ducados
- Ducado de Anhalt
- Ducado de Brunswick
- Ducado de Saxe-Altemburgo
- Ducado de Saxe-Coburgo-Gota
- Ducado de Saxe-Lauenburgo (até 1876, e depois incorporado pela Prússia)
- Ducado de Saxe-Meiningen

## Principados
- Principado de Lippe
- Principado de Reuss-Gera (Linha Júnior)
- Principado de Reuss-Greiz (Linha Sênior)
- Principado de Schaumburgo-Lippe
- Principado de Schwarzburg-Rudolstadt
- Principado de Schwarzburg-Sondershausen
- Principado de Waldeck-Pyrmont

## Cidades Livres e Hanseática
Diferente das monarquias mencionadas acima essas cidades-estados foram constitucionalmente organizadas como repúblicas.
- Cidade Livre e Hanseática de Bremen
- Cidade Livre e Hanseática de Hamburgo
- Cidade Livre e Hanseática de Lübeck

## Território imperial
Diferente de todos os outros estados mencionados acima neste estado, que compreende o território cedido pela França em 1871, foi administrado pela primeira vez por um governo central, crescendo mais tarde em uma república de autonomia restrita, com um parlamento estadual eleito de seu próprio povo a partir de 1912.
- Alsácia-Lorena